# Список гетто нацистської епохи

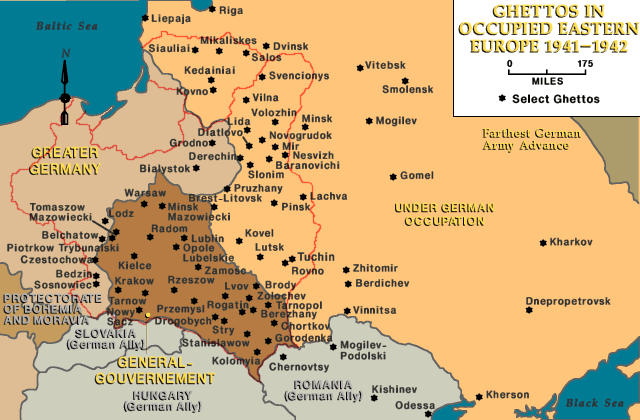
Німецькі гетто для євреїв у Польщі та Східній Європі 1941-1945 рр. Ця карта містить багато гетто, встановлених німецькими окупантами у Польщі та Східній Європі.

Цей список нацистських гетто містить понад 500 гетто, де було інтерновано кілька мільйонів євреїв, рідше циган. Багато з них загинули там, інших же було депортовано до концентраційних таборів або направлено безпосередньо до таборів смерті, де їх було вбито. Термін для цієї форми концентраційного табору не має нічого спільного з гетто в сенсі (з міркувань самозахисту та самоуправління) єврейського житлового району часів середньовіччя, крім позначення, обраного нацистами.
Єврейські житлові райони або гетто були створені 1939 року в окупованій Польщі (особливо в Вартеланді і в Генерал-губернаторстві) німецькими силами. З 21 вересня 1939 року у час завершальної стадії війни проти Польщі, начальник Головного управління імперської безпеки Рейн гард Гейдріх з Берліна, направляє свої підрозділи СС, розгорнуті в Польщі, для будівництва зон обмеження (гетто) для польських євреїв, або для розміщення їх у таборі згідно з планом «Нисько-Люблін» в Нисько. Крім того, всі «єврейські» громади з менш ніж 500 жителями повинні були бути «розчинені».
З 1941 року гетто також знаходились в Чехії (Протекторат Богемії та Моравії), були побудовані в Литві, Латвії та Білорусі (Райхскомісаріат Ост-ланд і Округа Білосток) та в Україні (Райхскомісаріат Україна), Росії та Греції. У союзних державах Румунії та Болгарії на фактичній території не було створено ніяких гетто, в Словаччині були транзитні табори для депортації з 1942 року, з Угорщини та її районів, відновлених після другого Віденського арбітражу, у квітні 1944 року єврейське населення було вивезено з метою депортації. 
Одним з найважливіших моментів Голокосту була операція СС Ретардант, жертвами якої в період з липня 1942 по жовтень 1943 року стали понад 2 мільйони євреїв та близько 50 000 ромів із п'яти дистриктів Генеральної губернії.
У Східній Європі між 1939 і 1944 роками існувало близько 1150 гетто, з них близько 400 були на польській та близько 400 на радянській території.
У публікації для Фонду Фрідріха Еберта Борис Забарко пише, що лише в Україні було близько 600 "місць знищення".

## Список
| Місце, табір                              | Держава                  | Район у Третьому рейху          | Кількість інтернованих євреїв | з                | по                                            | Транспортували до                                                 |
| ----------------------------------------- | ------------------------ | ------------------------------- | ----------------------------- | ---------------- | --------------------------------------------- | ----------------------------------------------------------------- |
| Августів (Augustow)                       | Польща                   | Округа Білосток                 | 4.000                         | Жовтень 1941     | Червень 1942                                  | вбито на місці, Треблінка, Аушвіц                                 |
| Александрув-Лодзький (Alexanderhof)       | Польща                   | Країна Варти                    | 3.500                         | ?                | Грудень 1939                                  | Гловно                                                            |
| Андрихув (Andrichau)                      | Польща                   | Провінція Верхня Сілезія        | 700                           | Вересень 1942    | Листопад 1943                                 | Аушвіц                                                            |
| Аннополь                                  | Польща                   | Генеральна губернія             | ?                             | Червень 1942     | Жовтень 1942                                  | Красник                                                           |
| Балашадьярмат                             | Угорщина                 | Королівство Угорщина            | 1.700                         | ?                | ?                                             | Аушвіц                                                            |
| Балта                                     | Україна                  | Райхскомісаріат Україна         | 11.000                        | ?                | ?                                             | вбито на місці                                                    |
| Барановичі (Baranowicze)                  | Білорусь                 | Білорутенія                     | 10.000                        | 1941 ?           | Грудень 1942                                  | Колдичево                                                         |
| Баранув-Сандомирський                     | Польща                   | Генеральна губернія             | 3,5                           | Червень 1942     | Липень 1942                                   | Дембиця                                                           |
| Белжице                                   | Польща                   | Генеральна губернія             | 4.500                         | Червень 1940     | Травень 1943                                  | Собібор, Майданек, Будзинь                                        |
| Белхатів (Belchental)                     | Польща                   | Країна Варти                    | 6.000                         | Березень 1941    | Серпень 1942                                  | Хелмно                                                            |
| Бельсько-Бяла (Bielitz-Biala)             | Польща                   | Провінція Верхня Сілезія        | 5.000                         | Літо 41          | Червень 1942                                  | Аушвіц, Треблінка                                                 |
| Бендзин (Bendsburg)                       | Польща                   | Провінція Верхня Сілезія        | 7.000                         | Липень 1940      | Серпень 1943                                  | Аушвіц                                                            |
| Бендкув                                   | Польща                   | Генеральна губернія             | ?                             | Квітень 1942     | Вересень 1942                                 | Треблінка                                                         |
| Бердичів (Berditschew)                    | Україна                  | Райхскомісаріат Україна         | 20.000                        | Серпень 1941     | Жовтень 1943                                  | вбито на місці                                                    |
| Бережани (Brzezany)                       | Україна                  | Генеральна губернія             | 4.000                         | Жовтень 1942     | Червень 1943                                  | Белжець                                                           |
| Береза                                    | Білорусь                 | Райхскомісаріат Остланд ?       | 2.200 ?                       | Липень 1942      | Жовтень 1942                                  | вбито на місці                                                    |
| Березів                                   | Польща                   | Генеральна губернія             | 1.000                         | ?                | Серпень 1942                                  | Белжець                                                           |
| Берестечко (Berestechko)                  | Україна                  | Райхскомісаріат Україна ?       | 2.000 ?                       | Осінь 1941       | Вересень 1942                                 | вбито на місці                                                    |
| Бершадь                                   | Україна                  | Райхскомісаріат Україна         | 6.100 ?                       | 1941             | 1944                                          | вбито на місці                                                    |
| Беч                                       | Польща                   | Генеральна губернія             | ?                             | Квітень 1942     | Серпень 1942                                  | Белжець                                                           |
| Бєльці (Belz)                             | Молдова                  | Румунія                         | 14.000 ?                      | ?                |                                               | вбито на місці, Трансністрія                                      |
| Бжезіни (Löwenstadt)                      | Польща                   | Країна Варти                    | 6.800                         | Лютий 1940       | Травень 1942                                  | Хелмно, Гето в Лодзі                                              |
| Бжесць-Куявський (Brest (Wartheland))     | Польща                   | Країна Варти                    | ?                             | ?                | Квітень 1942                                  | Лодзь                                                             |
| Бжесько                                   | Польща                   | Генеральна губернія             | ?                             | Січень 1940      | Жовтень 1943                                  | Белжець, Тарнів                                                   |
| Бихава                                    | Польща                   | Генеральна губернія             | ?                             | Квітень 1941     | ?                                             | Белжице                                                           |
| Біла Підляська                            | Польща                   | Генеральна губернія             | 8.400                         | ?                | Вересень 1942                                 | Майданек, Собібор, Треблінка                                      |
| Біла-Равська                              | Польща                   | Генеральна губернія             | ?                             | Вересень 1941    | Жовтень 1942                                  | Треблінка                                                         |
| Білачув                                   | Польща                   | Генеральна губернія             | ?                             | ?                | Вересень 1942                                 | Опочно                                                            |
| Білґорай                                  | Польща                   | Генеральна губернія             | 3.000                         | Березень 1942    | Листопад 1942                                 | Белжець                                                           |
| Білобжегі                                 | Польща                   | Генеральна губернія             | 1.500                         | Січень 1941      | Жовтень 1942                                  | Треблінка                                                         |
| Білополе                                  | Польща                   | Генеральна губернія             | ?                             | Жовтень 1942     | ?                                             |                                                                   |
| Білосток (Білостоцьке гето)               | Польща                   | Округа Білосток                 | 50.000                        | Серпень 1941     | Листопад 1943                                 | Майданек, Треблінка                                               |
| Більшівці (Bolszowce)                     | Україна                  | Генеральна губернія             | 1.700                         | ?                | Листопад 1942                                 | Белжець                                                           |
| Блажова                                   | Польща                   | Генеральна губернія             | ?                             | ?                | Липень 1942                                   | Ряшів                                                             |
| Блендув                                   | Польща                   | Генеральна губернія             | ?                             | ?                | Лютий 1941                                    | Варшава                                                           |
| Бліжин                                    | Польща                   | Генеральна губернія             | ?                             | ?                | Серпень 1942                                  | Сухеднюв                                                          |
| Блоне                                     | Польща                   | Генеральна губернія             | ?                             | Грудень 1940     | Лютий 1941                                    | Варшава                                                           |
| Бобова                                    | Польща                   | Генеральна губернія             | ?                             | Жовтень 1941     | Серпень 1942                                  | Горлиці, Беч                                                      |
| Боґорія                                   | Польща                   | Генеральна губернія             | ?                             | Липень 1942      | Жовтень 1942                                  | ?                                                                 |
| Бодзентин                                 | Польща                   | Генеральна губернія             | ?                             | ?                | Вересень 1942                                 | Сухеднюв                                                          |
| Болехів                                   | Україна                  | Генеральна губернія             | 3.000                         | Осінь 1941       | ?                                             | вбито на місці, Белжець                                           |
| Болімув                                   | Польща                   | Генеральна губернія             | ?                             | ?                | ?                                             | Треблінка                                                         |
| Борислав                                  | Україна                  | Райхскомісаріат Україна ?       | 13.000 ?                      | 1942 ?           | Серпень 1943 ?                                | вбито на місці, Белжець                                           |
| Борислав                                  | Україна                  | Генеральна губернія             | 10.000                        | Літо 41          | Жовтень 1942                                  | Белжець                                                           |
| Борисов (Baryssau)                        | Білорусь                 | Райхскомісаріат Остланд         | 8.300 ?                       | ?                | Жовтень 1941                                  | вбито на місці                                                    |
| Борщів (Borszczów)                        | Україна                  | Генеральна губернія             | 2.000 ?                       | Квітень 1942     | Серпень 1943                                  | Белжець                                                           |
| Бохня                                     | Польща                   | Генеральна губернія             | 15.000                        | Березень 1941    | Вересень 1943                                 | Белжець, Аушвіц                                                   |
| Боцькі                                    | Польща                   | Округа Білосток                 | ?                             | Вересень 1941    | Листопад 1942                                 | Треблінка                                                         |
| Бранськ                                   | Польща                   | Округа Білосток                 | 2.400                         | Кінець 1941      | Листопад 1942                                 | Треблінка                                                         |
| Браслав                                   | Білорусь                 | Райхскомісаріат Остланд         | 2.500                         | Квітень 1942     | Березень 1943                                 | вбито на місці                                                    |
| Брест-Литовськ                            | Білорусь                 | Райхскомісаріат Україна         | 20.000                        | Грудень 1941     | Жовтень 1942                                  | Броная гора                                                       |
| Броди, (Бродівське гетто)                 | Україна                  | Генеральна губернія             | 6.000                         | Грудень 1942     | Травень 1943                                  | Белжець                                                           |
| Будапешт (Budapesti gettó)                | Угорщина                 | Угорщина                        | 120.000                       | Листопад 1944    | Січень 1945                                   | Аушвіц                                                            |
| Бурштин (Bursztyn)                        | Україна                  | Генеральна губернія             | 1.650                         | Липень 1942      | Жовтень 1942                                  | Белжець                                                           |
| Бусько-Здруй                              | Польща                   | Генеральна губернія             | ?                             | Квітень 1941     | Жовтень 1942                                  | Треблінка                                                         |
| Бучач                                     | Україна                  | Генеральна губернія             | 10.000                        | Літо 41          | Червень 1943                                  | Белжець                                                           |
| Вадовиці (Wadowitz)                       | Польща                   | Провінція Верхня Сілезія        | ?                             | ?                | Серпень 1943                                  | Аушвіц                                                            |
| Варка                                     | Польща                   | Генеральна губернія             | ?                             | Листопад 1940    | Лютий 1941                                    | Варшава                                                           |
| Варта (Liebwart)                          | Польща                   | Країна Варти                    | 1.000                         | Лютий 1940       | Серпень 1942                                  | Хелмно                                                            |
| Варшава (Варшавське гетто)                | Польща                   | Генеральна губернія,            | 450.000                       | Жовтень 1940     | Травень 1943                                  | Треблінка, Майданек                                               |
| Васильків                                 | Польща                   | Округа Білосток                 | ?                             | Січень 1942      | Листопад 1942                                 | Білосток                                                          |
| Величка                                   | Польща                   | Генеральна губернія             | ?                             | Травень 1941     | Серпень 1942                                  | Белжець                                                           |
| Велюнь (Welungen)                         | Польща                   | Країна Варти                    | 4.200                         | ?                | Серпень 1942                                  | вбито на місці, Хелмно                                            |
| Венгрув                                   | Польща                   | Генеральна губернія             | 6.000                         | Січень 1941      | Вересень 1942                                 | Треблінка                                                         |
| Верушув (Weruschau)                       | Польща                   | Країна Варти                    | ?                             | Жовтень 1941     | Серпень 1942                                  | Хелмно                                                            |
| Високе-Мазовецьке                         | Польща                   | Округа Білосток                 | ?                             | Серпень 1941     | Листопад 1942                                 | Замбрув                                                           |
| Висьмежиці                                | Польща                   | Генеральна губернія             | ?                             | Травень 1942     | Серпень 1942                                  | Білобжегі                                                         |
| Вишово-Вижнє                              | Румунія                  | Румунське королівство           | ?                             | ?                | ?                                             | ?                                                                 |
| Вишогруд (Hohenburg an der Weichsel)      | Польща                   | Адміністративний округ Ціхенау  | 2.700                         | Грудень 1940     | Листопад 1942                                 | Треблінка                                                         |
| Вігнє (Eisenbad)                          | Словаччина               | Словаччина                      | ?                             | 1941             | 1944                                          | виправно-трудовий табір                                           |
| Відзи                                     | Литва                    | Райхскомісаріат Остланд         | 2.000                         | ?                | Квітень 1943                                  | ?                                                                 |
| Вілейка                                   | Білорусь                 | Райхскомісаріат Остланд         | ?                             | ?                | Листопад 1943                                 | ?                                                                 |
| Вілкавішкіс                               | Литва                    | Райхскомісаріат Остланд         | 3.600                         | 1941 ?           | Вересень 1941                                 | вбито на місці                                                    |
| Вільнюс (Вільнюське гето)                 | Литва                    | Райхскомісаріат Остланд         | 80.000                        | Вересень 1941    | Вересень 1943                                 | вбито на місці, Собібор, Штуттгоф, Ківіилі                        |
| Вінниця (Winniza)                         | Україна                  | Райхскомісаріат Україна         | 7.500                         | Липень 1941      | ?                                             | вбито на місці                                                    |
| Віскіткі                                  | Польща                   | Генеральна губернія             | ?                             | Січень 1940      | Лютий 1941                                    | Варшава                                                           |
| Віслиця                                   | Польща                   | Генеральна губернія             | ?                             | Травень 1941     | Жовтень 1942                                  | Єнджеюв                                                           |
| Вітебськ                                  | Білорусь                 | Військовий район вермахту       | 16.000                        | Серпень 1941     | Жовтень 1941                                  | вбито на місці                                                    |
| Вішнево (Wiszniew, Wischnewo)             | Білорусь                 | Райхскомісаріат Остланд         | ?                             | ?                | ?                                             | вбито на місці                                                    |
| Вішніце                                   | Польща                   | Генеральна губернія             | ?                             | Вересень 1940    | Червень 1942                                  | Межиріччя-Підляське, вбито на місці                               |
| Влоцлавек (Leslau)                        | Польща                   | Країна Варти                    | 13.500                        | Жовтень 1940     | Квітень 1942                                  | Хелмно                                                            |
| Влощова                                   | Польща                   | Генеральна губернія             | 4.000                         | Липень 1940      | Вересень 1942                                 | Треблінка                                                         |
| Вовковиськ                                | Польща                   | Округа Білосток                 | 3.600                         | Листопад 1942    | Січень 1943                                   | Аушвіц                                                            |
| Водзіслав                                 | Польща                   | Генеральна губернія             | ?                             | Червень 1940     | Листопад 1942                                 | Треблінка                                                         |
| Володава                                  | Польща                   | Генеральна губернія             | 6.000                         | Осінь 42         | Квітень 1943                                  | Собібор                                                           |
| Володимир-Волинський (Ludmir)             | Україна                  | Райхскомісаріат Україна         | ?                             | ?                | Літо 1942                                     | вбито на місці                                                    |
| Володимир-Волинський (Wlodzimierz)        | Україна                  | Райхскомісаріат Україна         | 25.000                        | Квітень 1942     | Грудень 1943                                  | вбито на місці                                                    |
| Воложин (Woloszyn, Woloschin)             | Білорусь                 | Райхскомісаріат Остланд         | 3.500                         | Серпень 1941     | Серпень 1942                                  | вбито на місці                                                    |
| Воломін                                   | Польща                   | Генеральна губернія             | 5.500                         | Осінь 1942       | Квітень 1943                                  | Треблінка                                                         |
| Вольбром                                  | Польща                   | Генеральна губернія             | 5.000                         | Осінь 41         | Вересень 1942                                 | вбито на місці, Белжець                                           |
| Волянув                                   | Польща                   | Генеральна губернія             | Radom                         | Липень 1941      | bis Квітень 1943 (Erschiessung von 300 Juden) | Примусова трудовий табір на аеродромі будівництва Люфтваффе       |
| Вонвольниця                               | Польща                   | Генеральна губернія             | ?                             | Квітень 1941     | Травень 1942                                  | Белжець                                                           |
| Вонсово (Hardtshufen)                     | Польща                   | Країна Варти                    | ?                             | Січень 1941      | Травень 1942                                  | ?                                                                 |
| Ганцевичі (Gancevici)                     | Білорусь                 | Райхскомісаріат Остланд         | ?                             | ?                | Листопад 1943                                 | ?                                                                 |
| Глибоке (Glubokoje, Głębokie)             | Білорусь                 | Райхскомісаріат Остланд         | 6.000                         | Серпень 1941     | Травень 1942                                  | вбито на місці                                                    |
| Гловно                                    | Польща                   | Генеральна губернія             | ?                             | Травень 1940     | Березень 1941                                 | ?                                                                 |
| Глогув-Малопольський                      | Польща                   | Генеральна губернія             | ?                             | ?                | Липень 1942                                   | Белжець                                                           |
| Гомбін (Gombin)                           | Польща                   | Країна Варти                    | 2.300                         | Початок 1940     | Травень 1942                                  | Хелмно                                                            |
| Гомель (Gomel)                            | Білорусь                 | Райхскомісаріат Остланд         | 10.000 ?                      | Літо 1941        | Грудень 1941                                  | вбито на місці                                                    |
| Гоньондз                                  | Польща                   | Округа Білосток                 | 1.000                         | Січень 1941      | Листопад 1942                                 | Богуш                                                             |
| Горлиці                                   | Польща                   | Генеральна губернія             | 4.500                         | Жовтень 1941     | Серпень 1942                                  | Белжець                                                           |
| Городенка                                 | Україна                  | Генеральна губернія             | 4.000                         | Жовтень 1941 ?   | Вересень 1942                                 | вбито на місці, Белжець                                           |
| Городок (Gródek Jagielloński)             | Україна                  | Генеральна губернія             | 5.000                         | Квітень 1942     | Лютий 1943                                    | вбито на місці, Белжець                                           |
| Гостинін (Gostingen)                      | Польща                   | Країна Варти                    | ?                             | Січень 1941      | Серпень 1942                                  | Хелмно                                                            |
| Грабовець                                 | Польща                   | Генеральна губернія             | 2.000                         | ?                | Жовтень 1942                                  | Собібор                                                           |
| Граєво                                    | Польща                   | Округа Білосток                 | ?                             | Серпень 1941     | Листопад 1942                                 | Богуш                                                             |
| Гродзиськ                                 | Польща                   | Генеральна губернія             | ?                             | Січень 1941      | Жовтень 1942                                  | Сім'ятичі                                                         |
| Гродзиськ-Мазовецький                     | Польща                   | Генеральна губернія             | ?                             | Грудень 1940     | Лютий 1941                                    | Варшава                                                           |
| Гродно (Гето в Гродно)                    | Білорусь                 | Округа Білосток                 | 25.000                        | Листопад 1941    | Березень 1943                                 | Аушвіц, Треблінка                                                 |
| Грубешів                                  | Польща                   | Генеральна губернія             | 10.000                        | Травень 1942     | Травень 1943                                  | вбито на місці, Собібор, Будзинь                                  |
| Груєць                                    | Польща                   | Генеральна губернія             | 5.200                         | Липень 1940      | Вересень 1942                                 | Треблінка                                                         |
| Ґарбатка-Летнісько                        | Польща                   | Генеральна губернія             | ?                             | Січень 1942      | Серпень 1942                                  | Пйонкі                                                            |
| Ґельнюв                                   | Польща                   | Генеральна губернія             | ?                             | ?                | Жовтень 1942                                  | Треблінка                                                         |
| Ґневошув                                  | Польща                   | Генеральна губернія             | ?                             | Вересень 1942    | Листопад 1942                                 | Зволень                                                           |
| Ґрабув (Grabenteich)                      | Польща                   | Країна Варти                    | ?                             | ?                | Квітень 1942                                  | Хелмно                                                            |
| Ґрембкув                                  | Польща                   | Генеральна губернія             | ?                             | ?                | Листопад 1942                                 | Венгрув                                                           |
| Ґродзець (Gröditzberg)                    | Польща                   | Країна Варти                    | ?                             | Липень 1940      | Жовтень 1941                                  | вбито на місці ?                                                  |
| Ґрудек                                    | Польща                   | Округа Білосток                 | ?                             | Серпень 1941     | Листопад 1942                                 | Білосток                                                          |
| Ґура-Кальварія                            | Польща                   | Генеральна губернія             | 3.500                         | Січень 1940      | Лютий 1941                                    | вбито на місці ?                                                  |
| Давид-Городок (David-Gorodok Davidgrodek) | Білорусь                 | Райхскомісаріат Остланд         | 3.000                         | Літо 1941        | Літо 1942                                     | вбито на місці                                                    |
| Даугавпілс (Dünaburg)                     | Латвія                   | Райхскомісаріат Остланд         | 15.000                        | Липень 1941      | Травень 1942                                  | вбито на місці                                                    |
| Дебрецен                                  | Угорщина                 | Угорщина                        | 9.000                         | Травень 1944     | Червень 1944                                  | Штрасхоф, Аушвіц                                                  |
| Деж (Burglos)                             | Румунія                  | Угорщина                        | 8.000                         | Травень 1944     | Червень 1944                                  | Аушвіц                                                            |
| Дембиця (Дембицьке гето)                  | Польща                   | Генеральна губернія             | 1.500                         | Січень 1942      | Березень 1943                                 | Белжець                                                           |
| Демблін                                   | Польща                   | Генеральна губернія             | 5.700                         | Листопад 1940    | Жовтень 1942                                  | Собібор, Треблінка                                                |
| Демблін-Моджиць                           | Польща                   | Генеральна губернія             | 3.300                         | Квітень 1940     | Жовтень 1942                                  | Собібор, Треблінка                                                |
| Деречин (Dereczyn)                        | Білорусь                 | Райхскомісаріат Остланд         | 4.000                         | Червень 1941     | ?                                             | вбито на місці                                                    |
| Джевиця                                   | Польща                   | Генеральна губернія             | ?                             | Березень 1941    | Жовтень 1942                                  | Треблінка                                                         |
| Дзялошице                                 | Польща                   | Генеральна губернія             | 15.000 ?                      | Квітень 1942     | Жовтень 1942                                  | Плашув, Белжець                                                   |
| Дісна                                     | Білорусь                 | Райхскомісаріат Остланд         | 7.000                         | 1941             | Червень 1942                                  | ?                                                                 |
| Добре Місто                               | Польща                   | Генеральна губернія             | 1.000                         | ?                | Вересень 1942                                 | Треблінка                                                         |
| Домачеве                                  | Білорусь                 | Білорусь                        | 1.900                         | Кінець 1941      | Вересень 1942                                 | вбито на місці                                                    |
| Домб'є (Eichstädt (Wartheland))           | Польща                   | Країна Варти                    | 1.100                         | Липень 1941      | Грудень 1941                                  | Хелмно                                                            |
| Домброва-Гурнича (Dombrowa)               | Польща                   | Провінція Верхня Сілезія        | 4.000                         | Кінець 1941      | Червень 1943                                  | Аушвіц                                                            |
| Домброва-Тарновська                       | Польща                   | Генеральна губернія             | 2.400                         | Жовтень 1942     | Вересень 1943                                 | Белжець, Аушвіц                                                   |
| Дорогичин                                 | Польща                   | Округа Білосток                 | ?                             | Липень 1941      | Листопад 1942                                 | Бранськ, Бельськ                                                  |
| Дробін (Reichenfeld)                      | Польща                   | Країна Варти                    | 700                           | Січень 1940      | Січень 1942                                   | Нове Място                                                        |
| Дрогобич (Дрогобицьке гето)               | Україна                  | Генеральна губернія             | 10.000                        | Жовтень 1942     | Червень 1943                                  | Белжець                                                           |
| Друя                                      | Білорусь                 | Райхскомісаріат Остланд         | 1.500                         | Весна 1942       | Червень 1942                                  | вбито на місці                                                    |
| Дубенка                                   | Польща                   | Генеральна губернія             | 2.500                         | Червень 1942     | Жовтень 1942                                  | ?                                                                 |
| Дубно                                     | Україна                  | Райхскомісаріат Україна         | 9.000                         | Квітень 1942     | Жовтень 1942                                  | вбито на місці                                                    |
| Дубоссари (Dubossary)                     | Молдова                  | Румунія                         | 6.000                         | 1941 ?           | Вересень 1941                                 | вбито на місці                                                    |
| Дунаївці                                  | Україна                  | Райхскомісаріат Україна         | 3.000                         | 1941 ?           | Травень 1942                                  | вбито на місці                                                    |
| Дятлово (Djatlowo, Dzięciół)              | Білорусь                 | Райхскомісаріат Остланд         | 4.000                         | Грудень 1941     | Серпень 1942                                  | вбито на місці                                                    |
| Єдвабне ?                                 | Польща                   | Округа Білосток                 | ?                             | Липень 1941      | Вересень 1942                                 | Ломжа                                                             |
| Єдлінськ                                  | Польща                   | Генеральна губернія             | ?                             | ?                | Серпень 1942                                  | Білобжегі                                                         |
| Єдльня-Летнісько                          | Польща                   | Генеральна губернія             | ?                             | ?                | Серпень 1942                                  | Пйонкі                                                            |
| Єжув                                      | Польща                   | Генеральна губернія             | ?                             | ?                | Лютий 1941                                    | Варшава                                                           |
| Єнджеюв                                   | Польща                   | Генеральна губернія             | 6.000                         | Весна 1940       | Вересень 1942                                 | Треблінка                                                         |
| Жабно                                     | Польща                   | Генеральна губернія             | ?                             | Травень 1942     | Вересень 1942                                 | Белжець                                                           |
| Жагаре                                    | Литва                    | Райхскомісаріат Остланд         | 2.000                         | Червень 1941     | Жовтень 1941                                  | вбито на місці                                                    |
| Жарки                                     | ?                        | ?                               | ?                             | Лютий 1941       | Жовтень 1942                                  | Треблінка                                                         |
| Жгув                                      | Польща                   | ?                               | ?                             | Липень 1940      | Жовтень 1941                                  | Красностав, вбито на місці                                        |
| Желехув                                   | Польща                   | Генеральна губернія             | 5.500                         | Осінь 1940       | Вересень 1942                                 | Треблінка                                                         |
| Жепенник-Стшижевський                     | Польща                   | Генеральна губернія             | ?                             | Січень 1941      | Серпень 1942                                  | вбито на місці                                                    |
| Жирардув                                  | Польща                   | Генеральна губернія             | 3.000                         | Грудень 1940     | Лютий 1941                                    | Варшава                                                           |
| Житомир (Schitomir)                       | Україна                  | Райхскомісаріат Україна         | 5.000                         | Серпень 1941     | Вересень 1941                                 | вбито на місці                                                    |
| Жихлін (Zichlin)                          | Польща                   | Країна Варти,                   | 2.800                         | Липень 1940      | Березень 1942                                 | Хелмно                                                            |
| Жмеринка                                  | Україна                  | Райхскомісаріат Україна         | 3.200                         | Червень 1942     | ?                                             | вбито на місці                                                    |
| Жовква                                    | Україна                  | Райхскомісаріат Україна         | 5.000                         | Листопад 1942    | Квітень 1943                                  | вбито на місці, Белжець, Янівський концентраційний табір          |
| Жулкевка                                  | Польща                   | Генеральна губернія             | 2.300 ?                       | ?                | Жовтень 1942                                  | Собібор                                                           |
| Заблудів                                  | Польща                   | Округа Білосток                 | 2.000                         | Січень 1942      | Листопад 1942                                 | Білосток                                                          |
| Заверці (Warthenau)                       | Польща                   | Провінція Верхня Сілезія        | 7.000                         | Листопад 1941    | Жовтень 1943                                  | ?                                                                 |
| Завихост                                  | Польща                   | Генеральна губернія             | ?                             | Червень 1942     | Жовтень 1942                                  | Белжець                                                           |
| Загурув (Hinterberg)                      | Польща                   | Країна Варти                    | 2.000                         | Липень 1940      | Жовтень 1941                                  | вбито на місці                                                    |
| Заклічин                                  | Польща                   | Генеральна губернія             | ?                             | Липень 1942      | Грудень 1942                                  | Белжець                                                           |
| Заклікув                                  | Польща                   | Генеральна губернія             | ?                             | Січень 1942      | Листопад 1942                                 | Белжець                                                           |
| Закшувек                                  | Польща                   | Генеральна губернія             | ?                             | Квітень 1941     | Жовтень 1942                                  | Красник                                                           |
| Замбрув                                   | Польща                   | Округа Білосток                 | 3.200                         | Грудень 1941     | Січень 1943                                   | вбито на місці, Аушвіц                                            |
| Замостя (Zamosch)                         | Польща                   | Генеральна губернія             | 9.000                         | Весна 1942       | Жовтень 1942                                  | Белжець, Собібор, Майданек                                        |
| Збараж                                    | Україна                  | Генеральна губернія             | 5.000                         | Осінь 1942       | Червень 1943                                  | вбито на місці, Янівський концентраційний табір, Белжець          |
| Зборів                                    | Україна                  | Генеральна губернія             | 1.800                         | ?                | Червень 1943                                  | вбито на місці, Белжець                                           |
| Звєжхув                                   | ?                        | ?                               | ?                             | Січень 1941      | ?                                             | Белжець                                                           |
| Зволень                                   | Польща                   | Генеральна губернія             | 3.700                         | Лютий 1940       | Вересень 1942                                 | Треблінка                                                         |
| Згеж (Görnau)                             | Польща                   | Країна Варти                    | 4.000 ?                       | ?                | Лютий 1942                                    | Лодзь                                                             |
| Здунська Воля (Freihaus)                  | Польща                   | Країна Варти,                   | 10.000                        | Весна 1940       | Серпень 1942                                  | Хелмно                                                            |
| Зелюв (Sellau)                            | Польща                   | Країна Варти                    | ?                             | Січень 1941      | Вересень 1942                                 | Хелмно                                                            |
| Злочев (Schlötzau)                        | Польща                   | Країна Варти                    | ?                             | Лютий 1940       | Червень 1942                                  | Хелмно                                                            |
| Золочів                                   | Україна                  | Генеральна губернія             | ?                             | Грудень 1942     | Квітень 1943                                  | Белжець                                                           |
| Ів'є (Iwje)                               | Білорусь                 | Райхскомісаріат Остланд         | 2.100                         | Вересень 1941    | Травень 1942                                  | вбито на місці                                                    |
| Іваніська                                 | Польща                   | Генеральна губернія             | ?                             | Червень 1942     | Жовтень 1942                                  | Треблінка                                                         |
| Івано-Франківськ (Stanislau)              | Україна                  | Генеральна губернія             | 21.000                        | Грудень 1941     | Лютий 1943                                    | вбито на місці, Белжець                                           |
| Ізбиця (Ізбицьке гето)                    | Польща                   | Генеральна губернія,            | 24.000                        | Квітень 1940     | Квітень 1943                                  | вбито на місці, Белжець, Собібор, Майданек                        |
| Ізбиця-Куявська (Mühlental)               | Польща                   | Країна Варти                    | ?                             | ?                | Січень 1942                                   | Хелмно                                                            |
| Ілжа                                      | Польща                   | Генеральна губернія             | 1.900                         | Січень 1941      | Жовтень 1942                                  | Треблінка                                                         |
| Ілля (Ilija)                              | Білорусь                 | Райхскомісаріат Остланд         | ?                             | Жовтень 1941     | Червень 1942                                  | вбито на місці                                                    |
| Іновлудз                                  | Польща                   | Генеральна губернія             | 500                           | Вересень 1941    | Серпень 1942                                  | Томашув-Мазовецький                                               |
| Казімеж-Дольний                           | Польща                   | Генеральна губернія,            | 3.500                         | Квітень 1941     | Березень 1942                                 | Собібор, Треблінка                                                |
| Каліш                                     | Польща                   | Країна Варти                    | 400                           | 1941             | 1942                                          | ?                                                                 |
| Калуш (Kalusz)                            | Україна                  | Генеральна губернія             | 6.000                         | Жовтень 1941     | Листопад 1942                                 | Белжець                                                           |
| Калушин                                   | Польща                   | Генеральна губернія             | 6.000                         | Жовтень 1940     | Вересень 1942                                 | Треблінка                                                         |
| Камйонка                                  | Польща                   | Генеральна губернія             | ?                             | Березень 1941    | Жовтень 1942                                  | вбито на місці                                                    |
| Капошвар                                  | Угорщина                 | Угорщина                        | 5.100                         | Травень 1944     | Липень 1944                                   | Аушвіц                                                            |
| Карей                                     | Румунія                  | Угорщина                        | 2.200                         | Літо 1941        | ?                                             | Сату-Маре                                                         |
| Карчев                                    | Польща                   | Генеральна губернія             | ?                             | Березень 1941    | Жовтень 1941                                  | Варшава                                                           |
| Каунас (Kauen), Каунаське гето            | Райхскомісаріат Остланд, | Литва                           | 40.000                        | Серпень 1941     | Серпень 1943                                  | вбито на місці, Кауферінг, Штуттгоф                               |
| Кедайняй                                  | Литва                    | Райхскомісаріат Остланд         | 3.000                         | Липень 1941      | Серпень 1941                                  | вбито на місці                                                    |
| Кельці (Келецьке гето)                    | Польща                   | Генеральна губернія,            | 27.000                        | Березень 1941    | Серпень 1942                                  | Треблінка                                                         |
| Кернозя                                   | Польща                   | Генеральна губернія             | 400 ?                         | Травень 1940     | Березень 1941                                 | Варшава                                                           |
| Кечкемет                                  | Угорщина                 | Угорщина                        | 1.400                         | ?                | Червень 1944                                  | Аушвіц                                                            |
| Кишинів                                   | Молдова                  | Румунія                         | 11.000                        | Липень 1941      | Жовтень 1941                                  | вбито на місці                                                    |
| Кішварда (Kleinwardein)                   | Угорщина                 | Угорщина                        | 7.000                         | Весна 1944       | Літо 1944                                     | Аушвіц                                                            |
| Клецьк                                    | Білорусь                 | Райхскомісаріат Остланд         | 4.200                         | ?                | Липень 1942                                   | вбито на місці                                                    |
| Клімонтув                                 | Польща                   | Генеральна губернія             | ?                             | Червень 1942     | Жовтень 1942                                  | Треблінка                                                         |
| Кліщелі                                   | Польща                   | Округа Білосток                 | ?                             | Січень 1942      | Листопад 1942                                 | Білосток                                                          |
| Клобуцьк (Klobuck)                        | Польща                   | Провінція Верхня Сілезія        | ?                             | Жовтень 1941     | Червень 1942                                  | Аушвіц                                                            |
| Клуж-Напока (Klausenburg)                 | Румунія                  | Угорщина                        | 18.000                        | Травень 1944     | Червень 1944                                  | Аушвіц                                                            |
| Кльвув                                    | Польща                   | Генеральна губернія             | ?                             | ?                | Жовтень 1942                                  | Треблінка                                                         |
| Книшин                                    | Польща                   | Округа Білосток                 | ?                             | Липень 1941      | Листопад 1942                                 | Білосток                                                          |
| Кобилка                                   | Польща                   | Генеральна губернія             | ?                             | Вересень 1940    | Жовтень 1942                                  | Треблінка                                                         |
| Кобильниця                                | Польща                   | Країна Варти                    | ?                             | ?                | Грудень 1941                                  | Хелмно                                                            |
| Кобринь (Kobrin)                          | Білорусь                 | Райхскомісаріат Україна         | 8.000                         | Осінь 1941       | Жовтень 1942                                  | вбито на місці                                                    |
| Ковале Панскіє (Kowall)                   | Польща                   | Країна Варти                    | 3.000                         | Кінець 1939      | 1942                                          | Хелмно                                                            |
| Ковель                                    | Україна                  | Райхскомісаріат Україна         | 17.000                        | Травень 1942     | Жовтень 1942                                  | вбито на місці                                                    |
| Кодень                                    | Польща                   | Генеральна губернія             | ?                             | ?                | Вересень 1942                                 | Межиріччя                                                         |
| Козеніце                                  | Польща                   | Генеральна губернія             | ?                             | Січень 1940      | Вересень 1942                                 | Треблінка                                                         |
| Козьмінек (Bornhag)                       | Польща                   | Країна Варти                    | ?                             | Січень 1940      | Липень 1942                                   | Хелмно                                                            |
| Колачиці                                  | Польща                   | Генеральна губернія             | ?                             | ?                | Серпень 1942                                  | ?                                                                 |
| Колбель                                   | Польща                   | Генеральна губернія             | ?                             | ?                | Вересень 1942                                 | Треблінка                                                         |
| Коло (Warthbrücken)                       | Польща                   | Країна Варти                    | 5.000                         | Грудень 1940     | Грудень 1941                                  | Хелмно                                                            |
| Коломия (Kolomea)                         | Україна                  | Генеральна губернія             | 18.000                        | Березень 1942    | Лютий 1943                                    | вбито на місці, Белжець                                           |
| Кольбушова                                | Польща                   | Генеральна губернія             | ?                             | Вересень 1941    | Вересень 1942                                 | Белжець                                                           |
| Колюшки                                   | Польща                   | Генеральна губернія             | ?                             | Березень 1941    | Жовтень 1942                                  | Треблінка                                                         |
| Комарув-Осада                             | Польща                   | Генеральна губернія             | ?                             | Червень 1942     | Листопад 1942                                 | Белжець, Собібор                                                  |
| Комарувка-Подляська                       | Польща                   | Генеральна губернія             | ?                             | Березень 1942    | Серпень 1942                                  | Парчів                                                            |
| Конецполь                                 | Польща                   | Генеральна губернія             | 1.100                         | ?                | Жовтень 1942                                  | Треблінка                                                         |
| Конін                                     | Польща                   | Країна Варти                    | 1.500 ?                       | Грудень 1939     | Березень 1941                                 | вбито на місці, Загурув                                           |
| Констанцин-Єзьорна                        | Польща                   | Генеральна губернія             | ?                             | ?                | Січень 1941                                   | Варшава                                                           |
| Конське                                   | Польща                   | Генеральна губернія             | 10.000 ?                      | Весна 1940       | Січень 1943                                   | Треблінка                                                         |
| Конськоволя                               | Польща                   | Генеральна губернія             | 2.600                         | Квітень 1941     | Жовтень 1942                                  | Собібор, Треблінка                                                |
| Копичинці (Kopyczynce)                    | Україна                  | Генеральна губернія             | 3.100                         | Березень 1942    | Квітень 1943                                  | вбито на місці, Белжець                                           |
| Копшивниця                                | Польща                   | Генеральна губернія             | ?                             | Липень 1942      | Жовтень 1942                                  | Треблінка                                                         |
| Кореличі (Korelicze)                      | Білорусь                 | Райхскомісаріат Остланд         | 2.500                         | ?                | Осінь 1941                                    | вбито на місці                                                    |
| Корець                                    | Україна                  | Райхскомісаріат Україна         | 5.000                         | ?                | Червень 1943                                  | ?                                                                 |
| Коросно                                   | Польща                   | Генеральна губернія             | 2.500                         | Серпень 1942     | Грудень 1942                                  | Белжець                                                           |
| Корчина                                   | Польща                   | Генеральна губернія             | ?                             | Листопад 1941    | Серпень 1942                                  | Белжець                                                           |
| Косина                                    | Польща                   | Генеральна губернія             | ?                             | ?                | Жовтень 1942                                  | ?                                                                 |
| Косів (Kosow)                             | Україна                  | Райхскомісаріат Україна         | 4.500                         | Травень 1942     | Листопад 1942                                 | вбито на місці, Белжець                                           |
| Косув-Ляцький                             | Польща                   | Генеральна губернія             | ?                             | Жовтень 1939 ?   | Осінь 42                                      | Треблінка                                                         |
| Коцьк                                     | Польща                   | Генеральна губернія             | 2.500                         | Квітень 1941     | Грудень 1942                                  | Треблінка                                                         |
| Кошиці (Kaschau)                          | Словаччина               | Угорщина                        | 12.000                        | Квітень 1944     | Липень 1944                                   | Аушвіц                                                            |
| Краків, Краківське гето                   | Польща                   | Генеральна губернія,            | 68.500                        | Березень 1941    | Березень 1943                                 | Белжець, Плашув                                                   |
| Красник                                   | Польща                   | Генеральна губернія             | 5.000                         | Серпень 1940     | Листопад 1942                                 | Белжець                                                           |
| Краснічин                                 | Польща                   | Генеральна губернія             | 3.000                         | Квітень 1941     | Червень 1942                                  | Белжець, Собібор                                                  |
| Краснобруд                                | Польща                   | Генеральна губернія             | 1.000 ?                       | ?                | Березень 1943                                 | вбито на місці, Замостя                                           |
| Красностав                                | Польща                   | Генеральна губернія             | 2.000                         | Серпень 1940     | Жовтень 1942                                  | Белжець                                                           |
| Кременець (Krzemieniec)                   | Україна                  | Райхскомісаріат Україна         | 14.000 ?                      | Січень 1942      | Серпень 1942                                  | вбито на місці                                                    |
| Кременчук                                 | Україна                  | Райхскомісаріат Україна         | 9.000                         | Вересень 1941    | Листопад 1942                                 | вбито на місці                                                    |
| Кринкі                                    | Польща                   | Округа Білосток                 | 3.500                         | Листопад 1941    | Листопад 1942                                 | вбито на місці, Гето в Гродно                                     |
| Кросневіце (Kroßwitz)                     | Польща                   | Країна Варти                    | ?                             | Травень 1940     | Березень 1942                                 | Хелмно                                                            |
| Ксьонж-Велькі                             | Польща                   | Генеральна губернія             | ?                             | ?                | Листопад 1942                                 | Мехув                                                             |
| Кунув                                     | Польща                   | Генеральна губернія             | ?                             | Червень 1942     | Жовтень 1942                                  | Треблінка                                                         |
| Кутно                                     | Польща                   | Країна Варти                    | 7.000                         | Червень 1940     | Березень 1942                                 | Хелмно                                                            |
| Кьосєг (Güns)                             | Угорщина                 | Угорщина                        | ?                             | 11. Червень 1944 | 18. Червень 1944                              | Аушвіц                                                            |
| Ланьцут (Landshut)                        | Польща                   | Генеральна губернія             | 2.700                         | 1939 ?           | Серпень 1942                                  | Белжець                                                           |
| Лапи                                      | Польща                   | Округа Білосток                 | ?                             | Липень 1941      | Листопад 1942                                 | Білосток                                                          |
| Ласкажев                                  | Польща                   | Генеральна губернія             | 1.300                         | Квітень 1941     | Вересень 1942                                 | Треблінка                                                         |
| Ласьк (Lask)                              | Польща                   | Країна Варти                    | ?                             | Грудень 1940     | Серпень 1942                                  | Хелмно                                                            |
| Лахва                                     | Білорусь                 | Райхскомісаріат Остланд         | 2.300 ?                       | Квітень 1942     | Вересень 1942 ?                               | вбито на місці                                                    |
| Леґьоново                                 | Польща                   | Генеральна губернія             | ?                             | Грудень 1940     | Жовтень 1942                                  | Треблінка                                                         |
| Лежайськ                                  | Польща                   | Генеральна губернія             | 3.000                         | Кінець 1939      | 1942 ?                                        | ?                                                                 |
| Ленчиця (Lentschütz)                      | Польща                   | Країна Варти                    | 4.300                         | Грудень 1939     | Квітень 1942                                  | вбито на місці, Хелмно                                            |
| Ленчна                                    | Польща                   | Генеральна губернія             | 3.000                         | Квітень 1941     | Листопад 1942                                 | вбито на місці, Собібор                                           |
| Лешнів (Leschnew)                         | Україна                  | ?                               | 150                           | Листопад 1942    | Квітень 1943                                  | вбито на місці                                                    |
| Лишковіце                                 | Польща                   | Генеральна губернія             | 500                           | Травень 1940     | Березень 1941                                 | Варшава                                                           |
| Ліда                                      | Білорусь                 | Райхскомісаріат Остланд         | 9.000                         | Літо 1941        | Вересень 1943                                 | вбито на місці, Собібор                                           |
| Лієпая (Libau)                            | Латвія                   | Райхскомісаріат Остланд         | 800                           | Липень 1942      | Жовтень 1943                                  | вбито на місці                                                    |
| Ліманова                                  | Польща                   | Генеральна губернія             | ?                             | Червень 1942     | Серпень 1942                                  | Белжець                                                           |
| Ліпсько                                   | Польща                   | Генеральна губернія             | ?                             | Грудень 1941     | Жовтень 1942                                  | Треблінка                                                         |
| Лісько                                    | Польща                   | Генеральна губернія             | 2.000                         | ?                | Вересень 1942                                 | Белжець                                                           |
| Лович (Lowitsch)                          | Польща                   | Генеральна губернія             | 4.500                         | Травень 1940     | Червень 1941                                  | Варшавське гето, Треблінка                                        |
| Лодзь (Лодзинське гето)                   | Польща                   | Країна Варти,                   | близько 200.000               | 8. Лютий 1940    | 29. Серпень 1944                              | Хелмно, Аушвіц                                                    |
| Ломази                                    | Польща                   | Генеральна губернія             | ?                             | ?                | Квітень 1942                                  | вбито на місці                                                    |
| Ломжа (Lomscha)                           | Польща                   | Округа Білосток                 | 11.000                        | Серпень 1941     | Листопад 1942                                 | вбито на місці, Аушвіц                                            |
| Лосиці                                    | Польща                   | Генеральна губернія             | 6.000 ?                       | Листопад 1941    | Серпень 1942                                  | Треблінка                                                         |
| Лохув                                     | Польща                   | Генеральна губернія             | ?                             | Січень 1941      | Вересень 1942                                 | Венгрув                                                           |
| Лудза (Ludsen)                            | Латвія                   | Райхскомісаріат Остланд         | 300                           | Літо 1941        | ?                                             | Даугавпілс                                                        |
| Луків                                     | Польща                   | Генеральна губернія             | 5.000                         | Березень 1941    | Осінь 1942                                    | Треблінка                                                         |
| Лунинець                                  | Білорусь                 | Райхскомісаріат Остланд         | ?                             | ?                | Кінець 1941                                   | ?                                                                 |
| Луцьк (Luck)                              | Україна                  | Райхскомісаріат Україна         | 18.000                        | Грудень 1941     | Серпень 1942                                  | вбито на місці                                                    |
| Львів (Львівське гето)                    | Україна                  | Генеральна губернія,            | 115.000                       | Листопад 1941    | Червень 1943                                  | Белжець, Янівський концентраційний табір                          |
| Любавичі                                  | Росія                    | ?                               | 1.000                         | Серпень 1941     | Листопад 1941                                 | вбито на місці                                                    |
| Любартів                                  | Польща                   | Генеральна губернія             | 6.000                         | Весна 1941       | Жовтень 1942                                  | Белжець, Треблінка                                                |
| Любачів                                   | Польща                   | Генеральна губернія             | 4.200                         | Жовтень 1942     | Січень 1943                                   | вбито на місці, Собібор                                           |
| Любича-Королівська                        | Польща                   | Генеральна губернія             | 800                           | ?                | Жовтень 1942                                  | Белжець                                                           |
| Люблін (Люблінське гето)                  | Польща                   | Генеральна губернія,            | 40.000                        | Березень 1941    | Листопад 1942                                 | Белжець, Майданек                                                 |
| Лютомерськ (Nertal)                       | Польща                   | Країна Варти                    | 2.000                         | Літо 1940        | Липень 1942                                   | Хелмно                                                            |
| Лютутув (Landstätt)                       | Польща                   | Країна Варти                    | близько 2.000                 | Січень 1942      | Серпень 1942                                  | Хелмно                                                            |
| Лятович                                   | Польща                   | Генеральна губернія             | ?                             | ?                | Жовтень 1942                                  | Треблінка                                                         |
| Ляховичі (Ljachowitschi)                  | Білорусь                 | Райхскомісаріат Остланд         | 6.000                         | Осінь 1941       | ?                                             | вбито на місці                                                    |
| Маґнушев                                  | Польща                   | Генеральна губернія             | ?                             | Березень 1941    | Вересень 1942                                 | Козеніце                                                          |
| Макув-Мазовецький                         | Польща                   | Генеральна губернія             | 3.500                         | Вересень 1941    | Грудень 1942                                  | Треблінка                                                         |
| Маріямполе (Mariampol)                    | Литва                    | Райхскомісаріат Остланд         | 3.000                         | Червень 1941     | Вересень 1941                                 | вбито на місці                                                    |
| Маркі                                     | Польща                   | Генеральна губернія             | ?                             | Березень 1941    | Березень 1942                                 | Варшава                                                           |
| Межиріччя                                 | Польща                   | Генеральна губернія             | 24.000                        | Листопад 1939 ?  | Липень 1943                                   | Треблінка                                                         |
| Мелець                                    | Польща                   | Генеральна губернія             | 4.000                         | ?                | Березень 1942                                 | Белжець                                                           |
| Мехув                                     | Польща                   | Генеральна губернія             | ?                             | Квітень 1941     | Листопад 1942                                 | Белжець                                                           |
| Мілейчице                                 | Польща                   | Округа Білосток                 | ?                             | Серпень 1941     | Листопад 1942                                 | Білосток                                                          |
| Мілєво                                    | Польща                   | Округа Білосток                 | ?                             | Січень 1941      | Листопад 1941                                 | Богуш                                                             |
| Мілосна                                   | Польща                   | Генеральна губернія             | ?                             | ?                | Березень 1942                                 | Варшава                                                           |
| Мінськ (Мінське гето)                     | Білорусь                 | Райхскомісаріат Остланд,        | 100.000                       | Липень 1941      | Жовтень 1943                                  | вбито на місці, Собібор                                           |
| Мінськ-Мазовецький                        | Польща                   | Генеральна губернія             | 5.000                         | Жовтень 1940     | Серпень 1942                                  | Треблінка                                                         |
| Мір                                       | Білорусь                 | Райхскомісаріат Остланд         | 2.000 ?                       | Листопад 1941    | Серпень 1942                                  | вбито на місці                                                    |
| Міхалово                                  | Польща                   | Округа Білосток                 | ?                             | ?                | Листопад 1942                                 | Білосток                                                          |
| Мішкольц                                  | Угорщина                 | Угорщина                        | 10.000                        | Квітень 1944     | Червень 1944                                  | Аушвіц                                                            |
| Млава (Mielau)                            | Польща                   | Адміністративний округ Ціхенау  | 6.500                         | Грудень 1940     | Листопад 1942                                 | Треблінка, Аушвіц                                                 |
| Могилів-Подільський (Mogiljow Podolski)   | Україна                  | Райхскомісаріат Україна         | 16.000                        | ?                | ?                                             | вбито на місці, Трансністрія                                      |
| Могильов (Mogiljow)                       | Білорусь                 | Військовий район вермахту       | 17.000 ?                      | Жовтень 1941     | ?                                             | вбито на місці                                                    |
| Моґельниця                                | Польща                   | Генеральна губернія             | ?                             | ?                | Лютий 1942                                    | Варшава                                                           |
| Модлібожице                               | Польща                   | Генеральна губернія             | 2.500                         | Квітень 1941     | Жовтень 1942                                  | Белжець                                                           |
| Мозир (Mosyr)                             | Білорусь                 | Райхскомісаріат Україна         | 6.200                         | 1941 ?           | Січень 1942                                   | вбито на місці                                                    |
| Морди                                     | Польща                   | Генеральна губернія             | ?                             | Листопад 1941    | Серпень 1942                                  | Треблінка                                                         |
| Мостиська (Mosciska)                      | Україна                  | Генеральна губернія             | 3.500                         | Жовтень 1941     | Грудень 1942                                  | Белжець                                                           |
| Мрози                                     | Польща                   | Генеральна губернія             | ?                             | ?                | Вересень 1942                                 | Треблінка                                                         |
| Мукачево                                  | Україна                  | Угорщина                        | 15.000                        | ?                | Травень 1944                                  | Аушвіц                                                            |
| Мурафа                                    | Україна                  | Райхскомісаріат Україна         | 4.500                         | Липень 1941      | ?                                             | ?                                                                 |
| Надвірна (Nadvornaya)                     | Україна                  | ?                               | 5.000                         | Червень 1942     | Жовтень 1942                                  | вбито на місці, Белжець                                           |
| Нарев (Narew)                             | Польща                   | Округа Білосток                 | ?                             | Вересень 1942    | Листопад 1942                                 | Більськ-Підляський                                                |
| Небилець                                  | Польща                   | Генеральна губернія             | ?                             | ?                | Липень 1942                                   | Белжець                                                           |
| Несвіж (Nieśwież)                         | Білорусь                 | Райхскомісаріат Остланд         | 4.500                         | Жовтень 1941     | Липень 1942                                   | вбито на місці                                                    |
| Новаки                                    | Словаччина               | Словаччина                      | ?                             | 1941             | 1945                                          | виправно-трудовий табір, Аушвіц                                   |
| Нове Бжесько                              | Польща                   | Генеральна губернія             | ?                             | ?                | Листопад 1942                                 | Мехув                                                             |
| Нове-Място-над-Пилицею                    | Польща                   | Генеральна губернія             | ?                             | Березень 1941    | Жовтень 1942                                  | Треблінка                                                         |
| Новий Жміґруд                             | Польща                   | Генеральна губернія             | 1250 ?                        | Січень 1942      | Липень 1942                                   | вбито на місці                                                    |
| Новий Корчин                              | Польща                   | Генеральна губернія             | ?                             | ?                | Жовтень 1942                                  | Треблінка                                                         |
| Новий Сонч (Neu Sandez)                   | Польща                   | Генеральна губернія             | 20.000                        | Серпень 1941     | Серпень 1942                                  | Белжець                                                           |
| Новий Торг (Neumarkt)                     | Польща                   | Генеральна губернія             | ?                             | Травень 1941     | Серпень 1942                                  | Белжець                                                           |
| Новий-Двір-Мазовецький (Bugmünde)         | Польща                   | Адміністративний округ Ціхенау  | 4.000                         | Початок 1941     | Грудень 1942                                  | Помехувек, Аушвіц                                                 |
| Новіни Брдовскіє                          | Польща                   | Країна Варти                    | ?                             | Вересень 1940    | Січень 1942                                   | Хелмно                                                            |
| Новогрудок (Nawahradak)                   | Білорусь                 | Райхскомісаріат Остланд         | 6.000                         | 1941 ?           | Травень 1942                                  | вбито на місці                                                    |
| Новоселиця (Novoselitsa)                  | Україна                  | ?                               | 4.400                         | Липень 1941      | Липень 1941                                   | вбито на місці, Трансністрія                                      |
| Нужець-Стацья                             | Польща                   | Округа Білосток                 | ?                             | Серпень 1942     | Листопад 1942                                 | Kleszczele                                                        |
| Одеса                                     | Україна                  | Румунія                         | 35-40.000                     | Жовтень 1941     | Лютий 1942                                    | вбито на місці                                                    |
| Одживул                                   | Польща                   | Генеральна губернія             | ?                             | Січень 1942      | Жовтень 1942                                  | Нове Място                                                        |
| Ожарув                                    | Польща                   | Генеральна губернія             | ?                             | Січень 1942      | Жовтень 1942                                  | Треблінка                                                         |
| Озоркув (Brunnstadt)                      | Польща                   | Країна Варти                    | 5.000                         | Кінець 1939      | Серпень 1942                                  | Гето Лодзя, Хелмно                                                |
| Окуньєв                                   | Польща                   | Генеральна губернія             | ?                             | Березень 1941    | Березень 1942                                 | Варшава                                                           |
| Олінка                                    | Україна                  | Райхскомісаріат Україна         | ?                             | ?                | Липень 1943                                   | ?                                                                 |
| Ольгопіль (Olgopol)                       | Україна                  | Трансністрія                    | 1.800                         | Липень 1941 ?    | ?                                             | вбито на місці                                                    |
| Олькуш (Ilkenau)                          | Польща                   | Провінція Верхня Сілезія        | 3.000                         | Кінець 1941      | Червень 1942                                  | Аушвіц                                                            |
| Опатів                                    | Польща                   | Генеральна губернія             | 10.000                        | Квітень 1941     | Жовтень 1942                                  | Треблінка                                                         |
| Ополе (Oppeln)                            | Польща                   | Німецький рейх                  | 8.000                         | Березень 1941    | Жовтень 1942                                  | Собібор                                                           |
| Ополе-Любельське                          | Польща                   | Генеральна губернія             | 10.000 ?                      | Липень 1940 ?    | Жовтень 1942                                  | Собібор, Понятова                                                 |
| Опочно                                    | Польща                   | Генеральна губернія             | 3.000                         | Листопад 1940    | Жовтень 1942                                  | Треблінка                                                         |
| Орадя (Großwardein)                       | Румунія                  | Угорщина                        | 20.000                        | Травень 1944     | Червень 1944                                  | Аушвіц                                                            |
| Орла                                      | Польща                   | Округа Білосток                 | ?                             | Липень 1941      | Листопад 1942                                 | Більськ-Підляський                                                |
| Осери                                     | Білорусь                 | Райхскомісаріат Остланд         | 850                           | 1941 ?           | Листопад 1942                                 | через Келбасін до Треблінки                                       |
| Осієк                                     | Польща                   | Генеральна губернія             | ?                             | Липень 1942      | Жовтень 1942                                  | Треблінка                                                         |
| Острина (Ostrina)                         | Білорусь                 | Округа Білосток                 | 1.200                         | Жовтень 1941     | Листопад 1942                                 | Аушвіц                                                            |
| Острів-Любельський                        | Польща                   | Генеральна губернія             | ?                             | Квітень 1941     | Жовтень 1942                                  | ?                                                                 |
| Островець-Свентокшиський                  | Польща                   | Генеральна губернія             | 16.000 ?                      | Квітень 1941     | Жовтень 1942                                  | Треблінка                                                         |
| Отвоцьк                                   | Польща                   | Генеральна губернія             | 15.000 ?                      | Грудень 1939     | Серпень 1942                                  | Треблінка, Аушвіц                                                 |
| Паб'яніце (Pabianitz)                     | Польща                   | Країна Варти                    | 8.500                         | Лютий 1940       | Травень 1942                                  | Гето Лодзя, Хелмно                                                |
| Паєнчно (Pfeilstädt)                      | Польща                   | Країна Варти                    | ?                             | Квітень 1941     | Серпень 1943                                  | Лодзь                                                             |
| Паневежис (Ponewiesch)                    | Литва                    | Райхскомісаріат Остланд         | 7.000                         | ?                | Вересень 1941                                 | вбито на місці                                                    |
| Папа                                      | Угорщина                 | Угорщина                        | 2.500                         | Травень 1944     | Липень 1944                                   | Аушвіц                                                            |
| Паплака (в Прієкуле)                      | Латвія                   | Райхскомісаріат Остланд         | ?                             | Початок 1942     | Жовтень 1942                                  | ?                                                                 |
| Парисув                                   | Польща                   | Генеральна губернія             | ?                             | Січень 1940      | Жовтень 1942                                  | Треблінка                                                         |
| Парчів                                    | Польща                   | Генеральна губернія             | 5.000                         | Січень 1942      | Жовтень 1942                                  | Треблінка                                                         |
| Переворськ                                | Польща                   | Генеральна губернія             | ?                             | ?                | Жовтень 1942                                  | Белжець                                                           |
| Перемишль                                 | Польща                   | Генеральна губернія             | 22-24.000                     | Липень 1942      | Вересень 1943                                 | вбито на місці, Белжець, Аушвіц, Янівський концентраційний табір  |
| Печ (Fünfkirchen)                         | Угорщина                 | Угорщина                        | 3.500                         | Травень 1944     | Червень 1944                                  | Аушвіц                                                            |
| Підгайці (Podhajce)                       | Україна                  | Генеральна губернія ?           | 3.000 ?                       | ?                | Червень 1943                                  | Белжець                                                           |
| Пільзно                                   | Польща                   | Генеральна губернія             | ?                             | Червень 1942     | Липень 1942                                   | Белжець                                                           |
| Пінськ                                    | Білорусь                 | Райхскомісаріат Україна,        | 20.000                        | Травень 1942     | Листопад 1942                                 | вбито на місці                                                    |
| Пінчув                                    | Польща                   | Генеральна губернія             | 3.500                         | Лютий 1940       | Жовтень 1942                                  | Треблінка                                                         |
| Пйонкі                                    | Польща                   | Генеральна губернія             | ?                             | Січень 1942      | Серпень 1942                                  | Зволень                                                           |
| Пйотркув-Трибунальський                   | Польща                   | Генеральна губернія             | 25.000 ?                      | Жовтень 1939     | Жовтень 1942                                  | Треблінка                                                         |
| Пйотровіце                                | Польща                   | Генеральна губернія             | ?                             | Березень 1941    | Листопад 1942                                 | Майданек                                                          |
| Плонськ (Plöhnen)                         | Польща                   | Адміністративний округ Ціхенау  | 12.000                        | Вересень 1940    | Листопад 1942                                 | Треблінка, Аушвіц                                                 |
| Плоцьк (Schröttersburg)                   | Польща                   | Адміністративний округ Ціхенау  | 10.000                        | Листопад 1939    | Лютий 1941                                    | Дзялдово                                                          |
| Поддембіце (Wandalenbrück)                | Польща                   | Країна Варти                    | 1.500                         | Листопад 1940    | Квітень 1942                                  | Треблінка ?                                                       |
| Поланець                                  | Польща                   | Генеральна губернія             | ?                             | Липень 1942      | Жовтень 1942                                  | ?                                                                 |
| Полоцьк (Polozk)                          | Білорусь                 | Райхскомісаріат Остланд         | 8.000 ?                       | ?                | Грудень 1941                                  | вбито на місці                                                    |
| Попрад (Deutschendorf)                    | Словаччина               | Словаччина                      | ?                             | 1941             | 1941                                          | декілька гето                                                     |
| Прашка (Praschkau)                        | Польща                   | Країна Варти                    | ?                             | Лютий 1941       | Серпень 1942                                  | Хелмно                                                            |
| Пружани (Prużany)                         | Білорусь                 | Округа Білосток                 | 10.000 ?                      | Вересень 1941    | Січень 1943                                   | Аушвіц                                                            |
| Прушкув                                   | Польща                   | Генеральна губернія             | ?                             | Жовтень 1940     | Січень 1941                                   | Варшава                                                           |
| Пулави (Pulawy)                           | Польща                   | Генеральна губернія             | 5.000                         | Листопад 1939    | Грудень 1939                                  | з Ополе-Любельське до Собібор                                     |
| Пустельнік                                | Польща                   | Генеральна губернія             | ?                             | Грудень 1940     | Березень 1942                                 | Варшава                                                           |
| Пшедбуж                                   | Польща                   | Генеральна губернія             | 4.000                         | Березень 1940    | Жовтень 1942                                  | Белжець, Треблінка                                                |
| Пшисуха                                   | Польща                   | Генеральна губернія             | 2.500                         | Серпень 1942     | Жовтень 1942                                  | Треблінка                                                         |
| Пьонтек (Quadenstädt)                     | Польща                   | Країна Варти                    | ?                             | ?                | Липень 1942                                   | Хелмно                                                            |
| Пясечно                                   | Польща                   | Генеральна губернія             | ?                             | ?                | Січень 1941                                   | Варшава                                                           |
| Пяскі                                     | Польща                   | Генеральна губернія             | 9.000                         | Квітень 1940     | Січень 1943                                   | вбито на місці, Белжець, Собібор                                  |
| Рабка-Здруй                               | Польща                   | Генеральна губернія             | ?                             | Січень 1941      | Серпень 1942                                  | Белжець                                                           |
| Рава-Мазовецька                           | Польща                   | Генеральна губернія             | ?                             | Березень 1941    | Жовтень 1942                                  | Треблінка                                                         |
| Рава-Руська                               | Україна                  | Генеральна губернія             | 7.000                         | Серпень 1941     | Січень 1943                                   | вбито на місці, Белжець                                           |
| Радзимін                                  | Польща                   | Генеральна губернія             | ?                             | Вересень 1940    | Жовтень 1942                                  | Треблінка                                                         |
| Радивилів                                 | Україна                  | Райхскомісаріат Україна         | 3.000                         | Квітень 1942     | Жовтень 1942                                  | вбито на місці                                                    |
| Радин                                     | Польща                   | Генеральна губернія             | 3.000                         | Літо 1940        | Грудень 1942                                  | Треблінка                                                         |
| Радогост (Radegast)                       | Польща                   | Країна Варти                    | ?                             | Листопад 1939    | Січень 1940                                   | ?                                                                 |
| Радом (Гето в Радомі)                     | Польща                   | Генеральна губернія             | 30.000                        | Березень 1941    | Серпень 1942                                  | Треблінка                                                         |
| Радомишль-Великий                         | Польща                   | Генеральна губернія             | 1.000 ?                       | ?                | Липень 1942                                   | Белжець                                                           |
| Радомишль-над-Сяном                       | Польща                   | Генеральна губернія             | ?                             | ?                | Жовтень 1942                                  | Белжець                                                           |
| Радомсько                                 | Польща                   | Генеральна губернія             | 20.000                        | Грудень 1939     | 21. Липень 1943                               | Треблінка                                                         |
| Радошице                                  | Польща                   | Генеральна губернія             | ?                             | Березень 1942    | Листопад 1942                                 | Треблінка                                                         |
| Радошковичі (Radaschkowitschy)            | Білорусь                 | Райхскомісаріат Остланд         | 1.200                         | Березень 1942    | Березень 1943                                 | вбито на місці                                                    |
| Райгруд                                   | Польща                   | Округа Білосток                 | ?                             | Липень 1941      | Листопад 1942                                 | Богуш                                                             |
| Ракув                                     | Польща                   | Генеральна губернія             | ?                             | Січень 1940      | Жовтень 1942                                  | ?                                                                 |
| Рейовець                                  | Польща                   | Генеральна губернія             | 3.000 ?                       | 1941 ?           | 1943 ?                                        | Майданек, Аушвіц                                                  |
| Рига (Рижське гето)                       | Латвія                   | Райхскомісаріат Остланд,        | 30.000                        | Серпень 1941     | Грудень 1943                                  | вбито на місці                                                    |
| Рики                                      | Польща                   | Генеральна губернія             | 1.800                         | Квітень 1941     | Жовтень 1942                                  | Треблінка, Собібор                                                |
| Риманів                                   | Польща                   | Генеральна губернія             | ?                             | ?                | Серпень 1942                                  | Белжець                                                           |
| Рівне (Rowno)                             | Україна                  | Райхскомісаріат Україна         | 5.000                         | Листопад 1941    | Липень 1942                                   | вбито на місці, Костопіль                                         |
| Рогатин (Rogatin)                         | Україна                  | Генеральна губернія             | 5.000 ?                       | Грудень 1941     | Червень 1943                                  | Белжець                                                           |
| Ропчиці                                   | Польща                   | Генеральна губернія             | 800                           | Червень 1942     | Липень 1942                                   | Белжець                                                           |
| Рудки                                     | Україна                  | Генеральна губернія             | 3.000                         | Листопад 1941    | Квітень 1943                                  | вбито на місці, Белжець                                           |
| Ружани                                    | Білорусь                 | Райхскомісаріат Остланд         | 3.500                         | Осінь 41         | Листопад 1942                                 | Треблінка                                                         |
| Ряшів (Reichshof)                         | Польща                   | Генеральна губернія             | 23.000 ?                      | Грудень 1941     | Листопад 1942                                 | Белжець                                                           |
| Салоніки                                  | Греція                   | Греція                          | 45.000                        | 1943             | Серпень 1943                                  | Аушвіц, Треблінка                                                 |
| Самбір                                    | Україна                  | Генеральна губернія             | 8.000                         | Березень 1942    | Липень 1943                                   | вбито на місці, Белжець                                           |
| Сандомир                                  | Польща                   | Генеральна губернія             | 5.200                         | Червень 1942     | Січень 1943                                   | Белжець, Треблінка                                                |
| Санники (Sannikau)                        | Польща                   | Країна Варти                    | ?                             | Вересень 1940    | Квітень 1942                                  | Хелмно                                                            |
| Сарнакі                                   | Польща                   | Генеральна губернія             | ?                             | Вересень 1941    | Травень 1942                                  | Лосиці                                                            |
| Сарни                                     | Україна                  | Райхскомісаріат Україна         | 7.000                         | Квітень 1942     | Серпень 1942                                  | вбито на місці                                                    |
| Сату-Маре (Sathmar)                       | Румунія                  | Угорщина                        | 19.000                        | Травень 1944     | Червень 1944                                  | Аушвіц                                                            |
| Сегед                                     | Угорщина                 | Угорщина                        | 4.000 ?                       | Травень 1944     | Червень 1944                                  | Аушвіц                                                            |
| Седліще                                   | Польща                   | Генеральна губернія             | ?                             | Червень 1940     | Жовтень 1942                                  | Собібор                                                           |
| Седльце                                   | Польща                   | Генеральна губернія             | 18.000                        | Серпень 1941     | Листопад 1942                                 | Треблінка                                                         |
| Секурені Сат                              | Румунія                  | Румунія                         | 30.000                        | Липень 1941      | Жовтень 1941                                  | Трансністрія                                                      |
| Сендзішув-Малопольський                   | Польща                   | Генеральна губернія             | ?                             | Січень 1942      | Липень 1942                                   | Белжець                                                           |
| Сенниця                                   | Польща                   | Генеральна губернія             | ?                             | Листопад 1941    | Жовтень 1942                                  | Треблінка                                                         |
| Сенно                                     | Польща                   | Генеральна губернія             | 2.000                         | Грудень 1941     | Жовтень 1942                                  | Треблінка                                                         |
| Сенява                                    | Польща                   | Генеральна губернія             | ?                             | Січень 1942      | Серпень 1942                                  | вбито на місці                                                    |
| Серадз (Schieratz)                        | Польща                   | Країна Варти                    | 4.000-5.000                   | Березень 1940    | Серпень 1942                                  | Хелмно                                                            |
| Середь (Sereth)                           | Словаччина               | Словаччина                      | ?                             | 1941             | 1945                                          | виправно-трудовий табір, Аушвіц                                   |
| Сероцьк                                   | Польща                   | Східна Пруссія                  | ?                             | Лютий 1940       | Грудень 1940                                  | ?                                                                 |
| Серпць (Sichelberg)                       | Польща                   | Адміністративний округ Ціхенау  | 3.000                         | ?                | Лютий 1942                                    | Варшавське гето, Треблінка                                        |
| Сигіт                                     | Румунія                  | Румунія                         | 10.000                        | Квітень 1944     | Травень 1944                                  | Аушвіц                                                            |
| Сім'ятичі                                 | Польща                   | Округа Білосток                 | ?                             | Липень 1942      | Листопад 1942                                 | Треблінка                                                         |
| Скаржисько-Каменна                        | Польща                   | Генеральна губернія             | ?                             | ?                | ?                                             | ?                                                                 |
| Скаришев                                  | Польща                   | Генеральна губернія             | ?                             | Квітень 1942     | Серпень 1942                                  | Шидловець                                                         |
| Скерневиці                                | Польща                   | Генеральна губернія             | 4.300                         | Грудень 1940     | Квітень 1941                                  | Варшавське гето                                                   |
| Скшино                                    | Польща                   | Генеральна губернія             | ?                             | Січень 1942      | Жовтень 1942                                  | Опочно                                                            |
| Славатичі                                 | Польща                   | Генеральна губернія             | ?                             | Січень 1942      | Вересень 1942                                 | Ломжа                                                             |
| Слонім                                    | Білорусь                 | Райхскомісаріат Остланд         | 22.000                        | Грудень 1941     | Липень 1942                                   | вбито на місці                                                    |
| Служево (Schlusau)                        | Польща                   | Країна Варти                    | ?                             | ?                | Травень 1942                                  | Хелмно                                                            |
| Слуцьк                                    | Білорусь                 | Райхскомісаріат Остланд         | 8.500                         | Літо 41          | Листопад 1942                                 | вбито на місці                                                    |
| Смоленськ                                 | Росія                    | Військовий район вермахту       | 2.000                         | Серпень 1941     | ?                                             | вбито на місці                                                    |
| Сморгонь (Smorgon)                        | Білорусь                 | Райхскомісаріат Остланд         | ?                             | ?                | ?                                             | Гето в Каунас, Понари                                             |
| Снядово                                   | Польща                   | Округа Білосток                 | ?                             | Липень 1941      | Листопад 1942                                 | Замбрув                                                           |
| Снятин (Sniatin)                          | Україна                  | Генеральна губернія             | 3.200                         | 1941 ?           | Вересень 1942                                 | Белжець                                                           |
| Собене-Єзьори                             | Польща                   | Генеральна губернія             | ?                             | Вересень 1941    | Жовтень 1942                                  | Треблінка                                                         |
| Соболев                                   | Польща                   | Генеральна губернія             | ?                             | Грудень 1941     | Жовтень 1942                                  | Треблінка                                                         |
| Соболька                                  | ?                        | ?                               | ?                             | ?                | Січень 1943                                   | Треблінка, Аушвіц                                                 |
| Собота                                    | Польща                   | Генеральна губернія             | ?                             | Січень 1940      | Січень 1942                                   | Гловно                                                            |
| Сокаль                                    | Україна                  | Генеральна губернія             | 6.000                         | Жовтень 1941     | Травень 1943                                  | вбито на місці, Белжець                                           |
| Соколів-Малопольський                     | Польща                   | Генеральна губернія             | ?                             | Квітень 1942     | Липень 1942                                   | Белжець                                                           |
| Соколув-Підляський                        | Польща                   | Генеральна губернія             | 4.000                         | Літо 41          | Вересень 1942                                 | Треблінка                                                         |
| Сокулка                                   | Польща                   | Округа Білосток                 | 9.000                         | Осінь 41         | Листопад 1942                                 | через Келбасін до Треблінки                                       |
| Солець-над-Віслою                         | Польща                   | Генеральна губернія             | ?                             | Грудень 1941     | Вересень 1942                                 | Тарлув                                                            |
| Сосновець (Sosnowitz)                     | Польща                   | Провінція Верхня Сілезія        | 12.000                        | Жовтень 1942     | Серпень 1943                                  | Аушвіц                                                            |
| Сосновиця                                 | Польща                   | Генеральна губернія             | ?                             | Січень 1941      | Листопад 1942                                 | Володава                                                          |
| Сохачев                                   | Польща                   | Генеральна губернія             | 4.000                         | Січень 1940      | Лютий 1941                                    | Варшава                                                           |
| Ставіські                                 | Польща                   | Округа Білосток                 | ?                             | Серпень 1941     | Листопад 1942                                 | Бугусе, вбито на місці                                            |
| Сталова Вола Розвадув                     | Польща                   | Генеральна губернія             | ?                             | ?                | Липень 1942                                   | Белжець                                                           |
| Станіславув                               | Україна                  | Генеральна губернія             | ?                             | ?                | Вересень 1942                                 | Треблінка                                                         |
| Станішевське                              | ?                        | ?                               | ?                             | ?                | Червень 1942                                  | Ряшів                                                             |
| Стараховіце                               | Польща                   | Генеральна губернія             | ?                             | Квітень 1941     | Жовтень 1942                                  | Треблінка                                                         |
| Старий Сонч (Alt Sandez)                  | Польща                   | Генеральна губернія             | ?                             | Березень 1942    | Серпень 1942                                  | Белжець                                                           |
| Сташув                                    | Польща                   | Генеральна губернія             | 7.000                         | Червень 1942     | Грудень 1942                                  | Треблінка                                                         |
| Стердинь                                  | Польща                   | Генеральна губернія             | ?                             | ?                | Вересень 1942                                 | Треблінка                                                         |
| Столбці, (Stolpce, Stolbzy, Stołpce)      | Білорусь                 | Райхскомісаріат Остланд         | 3.000                         | Кінець 41        | Вересень 1942                                 | вбито на місці                                                    |
| Столін                                    | Білорусь                 | Райхскомісаріат Остланд         | 7.000                         | Літо 1942        | Вересень 1942                                 | вбито на місці                                                    |
| Стопниця                                  | Польща                   | Генеральна губернія             | 5.000                         | 1940 ?           | Листопад 1942                                 | вбито на місці, Треблінка                                         |
| Стоучек                                   | Польща                   | Генеральна губернія             | ?                             | ?                | Вересень 1942                                 | Треблінка                                                         |
| Стрижів                                   | Польща                   | Генеральна губернія             | ?                             | ?                | Липень 1942                                   | Белжець                                                           |
| Стрий                                     | Україна                  | Генеральна губернія             | 12.000                        | Кінець 41        | Червень 1943                                  | вбито на місці, Белжець                                           |
| Стрикув (Strickau)                        | Польща                   | Країна Варти                    | 500 ?                         | 1940 ?           | Весна 1942                                    | Лодзь Ghetto                                                      |
| Стшеґово                                  | Польща                   | Адміністративний округ Ціхенау  | ?                             | Листопад 1941    | Листопад 1942                                 | Аушвіц                                                            |
| Сулеюв                                    | Польща                   | Генеральна губернія             | 1.500 ?                       | ?                | Жовтень 1942                                  | Треблінка                                                         |
| Сульмежице                                | ?                        | ?                               | ?                             | Січень 1942      | Серпень 1942                                  | Велюнь                                                            |
| Суха-Бескидзька (Sucha)                   | Польща                   | Провінція Верхня Сілезія        | ?                             | Вересень 1942    | Травень 1943                                  | Аушвіц                                                            |
| Сухеднюв                                  | Польща                   | Генеральна губернія             | ?                             | Березень 1941    | Вересень 1942                                 | Треблінка                                                         |
| Суховоля                                  | Польща                   | ?                               | ?                             | Вересень 1941    | Листопад 1942                                 | Треблінка                                                         |
| Сянік                                     | Польща                   | Генеральна губернія             | 8-13.000                      | Вересень 1942    | Лютий 1943                                    | Заслав'я, Белжець                                                 |
| Тарлув                                    | Польща                   | Генеральна губернія             | ?                             | Грудень 1941     | Жовтень 1942                                  | Треблінка                                                         |
| Тарнів                                    | Польща                   | Генеральна губернія             | 40.000                        | Березень 1941    | Вересень 1943                                 | Белжець                                                           |
| Тарнобжег                                 | Польща                   | Генеральна губернія             | ?                             | Червень 1941     | Липень 1942                                   | Белжець                                                           |
| Тарчин                                    | Польща                   | Генеральна губернія             | ?                             | ?                | Лютий 1942                                    | Треблінка                                                         |
| Таураге (Tauroggen)                       | Литва                    | Райхскомісаріат Остланд         | 2.000                         | ?                | ?                                             | вбито на місці                                                    |
| Терезін (Терезінське гето)                | Чехія                    | Протекторат Богемії та Моравії, | 53.000                        | Жовтень 1941     | Травень 1945                                  | Аушвіц, Треблінка, Малий Тростенець                               |
| Терногород                                | Польща                   | Генеральна губернія             | 5.000                         | Березень 1942    | Листопад 1942                                 | вбито на місці, Белжець                                           |
| Тернопіль (Tarnopol)                      | Україна                  | Генеральна губернія             | 25.000                        | Вересень 1941    | Червень 1943                                  | Белжець                                                           |
| Тиргу-Муреш (Neumarkt am Mieresch)        | Румунія                  | Угорщина                        | 7.400                         | Травень 1944     | Червень 1944                                  | Аушвіц                                                            |
| Тичин                                     | Польща                   | Генеральна губернія             | ?                             | ?                | Липень 1942                                   | Белжець                                                           |
| Тишівці                                   | Польща                   | Генеральна губернія             | 1.500 ?                       | ?                | Вересень 1942                                 | Белжець                                                           |
| Тлумач Tlumacz                            | Україна                  | Генеральна губернія             | 2.500                         | Квітень 1942     | Листопад 1942                                 | вбито на місці, Белжець                                           |
| Тлущ                                      | Польща                   | Генеральна губернія             | ?                             | Вересень 1940    | Травень 1942                                  | Варшава, вбито на місці                                           |
| Томашів                                   | Польща                   | Генеральна губернія             | 1.500                         | Березень 1942    | Жовтень 1942                                  | Белжець                                                           |
| Томашув-Мазовецький                       | Польща                   | Генеральна губернія             | 16.000                        | Грудень 1940     | Листопад 1942                                 | Треблінка                                                         |
| Тулішкув (Tulischau)                      | Польща                   | Країна Варти                    | 250                           | Січень 1940      | Жовтень 1941                                  | ?                                                                 |
| Турек                                     | Польща                   | Країна Варти                    | ?                             | Березень 1940    | Жовтень 1941                                  | Ковале Панскіє                                                    |
| Тухув                                     | Польща                   | Генеральна губернія             | ?                             | Червень 1942     | Вересень 1942                                 | Белжець                                                           |
| Тучин                                     | Україна                  | Райхскомісаріат Україна         | 3.000                         | Вересень 1942    | Вересень 1942                                 | вбито на місці                                                    |
| Тшцянне                                   | Польща                   | Округа Білосток                 | ?                             | ?                | Листопад 1942                                 | Богуш                                                             |
| Ужгород                                   | Україна                  | Угорщина                        | 18.000                        | Квітень 1944     | Червень 1944                                  | Аушвіц                                                            |
| Улянув                                    | Польща                   | Генеральна губернія             | ?                             | ?                | Жовтень 1942                                  | ?                                                                 |
| Умань                                     | Україна                  | Райхскомісаріат Україна,        | 17.000                        | ?                | Вересень 1941                                 | вбито на місці                                                    |
| Унеюв (Brückstädt)                        | Польща                   | Країна Варти                    | ?                             | Жовтень 1940     | Жовтень 1941                                  | Ковале Панскіє                                                    |
| Ухане                                     | Польща                   | Генеральна губернія             | 2.000                         | ?                | Листопад 1942                                 | Собібор                                                           |
| Уязд                                      | Польща                   | Країна Варти                    | ?                             | Липень 1942      | Січень 1943                                   | Треблінка                                                         |
| Фірлей                                    | Польща                   | Генеральна губернія             | ?                             | Квітень 1942     | Жовтень 1942                                  | Любартів                                                          |
| Фриштак (Freistadt)                       | Польща                   | Генеральна губернія             | 1.600                         | Січень 1942      | Серпень 1942                                  | Ясло                                                              |
| Харків (Charkow)                          | Україна                  | Райхскомісаріат Україна         | 21.000                        | Грудень 1941     | Січень 1942                                   | вбито на місці                                                    |
| Хенцини                                   | Польща                   | Генеральна губернія             | ?                             | Червень 1941     | Вересень 1942                                 | Треблінка                                                         |
| Херсон                                    | Україна                  | Райхскомісаріат Україна         | 5.000                         | Серпень 1941     | Вересень 1941                                 | вбито на місці                                                    |
| Хмельник                                  | Польща                   | Генеральна губернія             | 10.000                        | Квітень 1941     | Листопад 1942                                 | Треблінка                                                         |
| Хмельницький (Proskurow)                  | Україна                  | Райхскомісаріат Україна         | 13.500                        | ?                | Листопад 1942                                 | вбито на місці                                                    |
| Ходель                                    | Польща                   | Країна Варти                    | ?                             | Квітень 1941     | Вересень 1942                                 | ?                                                                 |
| Холм                                      | Польща                   | Генеральна губернія             | 12.000                        | ?                | Листопад 1942                                 | Собібор                                                           |
| Хотван (Sammellager)                      | Угорщина                 | Угорщина                        |                               | 1944             | 1944                                          | Аушвіц, Оствал                                                    |
| Хоч (Petersried)                          | Польща                   | Країна Варти                    | ?                             | Березень 1940    | Березень 1941                                 | Козьмінек                                                         |
| Хризаноув                                 | Польща                   | Генеральна губернія             | 8.000                         | Січень 1940      | Лютий 1943                                    | Аушвіц                                                            |
| Хуст                                      | Україна                  | Угорщина                        | 10.000                        | Весна 1944       | Квітень 1944                                  | Аушвіц                                                            |
| Цеґлув                                    | Польща                   | Генеральна губернія             | ?                             | ?                | Листопад 1941                                 | Мрози                                                             |
| Цепелюв                                   | Польща                   | Генеральна губернія             | ?                             | Грудень 1941     | Жовтень 1942                                  | Треблінка                                                         |
| Цехановець                                | Польща                   | Округа Білосток                 | ?                             | Листопад 1941    | Листопад 1942                                 | Треблінка                                                         |
| Цеханув (Zichenau)                        | Польща                   | Адміністративний округ Ціхенау, | 10.500                        | Грудень 1940     | Листопад 1942                                 | Аушвіц                                                            |
| Цицув                                     | Польща                   | Генеральна губернія             | ?                             | Квітень 1942     | Червень 1942                                  | Собібор                                                           |
| Цмелюв                                    | Польща                   | Генеральна губернія             | 500                           | Липень 1942      | Жовтень 1942                                  | Треблінка                                                         |
| Челядзь                                   | Польща                   | Провінція Верхня Сілезія        | ?                             | Січень 1941      | Травень 1943                                  | Аушвіц                                                            |
| Ченстохова (Tschenstochau)                | Польща                   | Генеральна губернія             | 48.000                        | Квітень 1941     | Жовтень 1942                                  | Треблінка                                                         |
| Чернівці (Tschernowitz)                   | Україна                  | Румунія                         | 46.000 ?                      | Жовтень 1941     | Червень 1942                                  | вбито на місці, Трансністрія                                      |
| Черніце                                   | Польща                   | Адміністративний округ Ціхенау  | ?                             | ?                | Серпень 1942                                  | ?                                                                 |
| Чесанів                                   | Польща                   | Генеральна губернія             | 2.000                         | Квітень 1941     | Червень 1942                                  | Белжець                                                           |
| Чижев                                     | Польща                   | Округа Білосток                 | ?                             | Серпень 1941     | Листопад 1942                                 | Замбрув                                                           |
| Чортків (Czortków)                        | Україна                  | Генеральна губернія             | 8.000                         | Жовтень 1941     | Квітень 1943                                  | вбито на місці, Белжець                                           |
| Чортків (Czortków)                        | Україна                  | Генеральна губернія             | 4.000 ?                       | Квітень 1942     | Вересень 1943                                 | Белжець                                                           |
| Шадек (Schadeck)                          | Польща                   | Країна Варти                    | ?                             | ?                | ?                                             | ?                                                                 |
| Шаргород                                  | Україна                  | Трансністрія                    | 8.000-8.500                   | Липень 1941      | Березень 1944                                 | вбито на місці (Голод, холод, хвороби - немає масових розстрілів) |
| Шерб                                      | Польща                   | Країна Варти                    | ?                             | Січень 1942      | Лютий 1942                                    | Млава                                                             |
| Шидловець                                 | Польща                   | Генеральна губернія             | 7.200                         | Листопад 1942    | ?                                             | Треблінка                                                         |
| Шидлув                                    | Польща                   | Генеральна губернія             | ?                             | Січень 1942      | Жовтень 1942                                  | Хмельник                                                          |
| Шяуляй (Schaulen)                         | Литва                    | Райхскомісаріат Остланд         | 5.000                         | Серпень 1941     | Липень 1944                                   | вбито на місці, Штуттгоф                                          |
| Щебрешин                                  | Польща                   | Генеральна губернія             | 4.000                         | Квітень 1941     | Жовтень 1942                                  | вбито на місці, Белжець                                           |
| Щекоцини                                  | Польща                   | Генеральна губернія             | ?                             | Січень 1941      | Вересень 1942                                 | Треблінка                                                         |
| Щучин                                     | Польща                   | Округа Білосток                 | ?                             | Липень 1941      | Листопад 1942                                 | Богуш                                                             |
| Яворів (Jaworow)                          | Україна                  | Генеральна губернія             | 5.000                         | 9. Грудень 1942  | 16. Квітень 1943                              | Белжець, Янівський концентраційний табір                          |
| Ядув                                      | Польща                   | Генеральна губернія             | ?                             | ?                | Серпень 1942                                  | Треблінка                                                         |
| Ялта                                      | Україна                  | Райхскомісаріат Україна         | 1.500 ?                       | Кінець 1941      | Грудень 1941                                  | вбито на місці                                                    |
| Янув                                      | Польща                   | Округа Білосток                 | ?                             | Вересень 1941    | Листопад 1942                                 | Треблінка                                                         |
| Ясениця-Росельна                          | Польща                   | Генеральна губернія             | ?                             | Червень 1942     | Серпень 1942                                  | Белжець                                                           |
| Ясло (Jaslo)                              | Польща                   | Генеральна губернія             | 2.000                         | Кінець 1941      | Серпень 1942                                  | ?                                                                 |
| Ясьонувка                                 | Польща                   | Округа Білосток                 | ?                             | ?                | Січень 1943                                   | с                                                                 |